# 르노 에스파스
르노 에스파스(Renault Espace)는 프랑스의 자동차 회사인 르노가 생산, 판매중인 미드-사이즈 미니밴이다. 차명인 에스파스는 프랑스어로 공간을 의미한다.

## 1세대

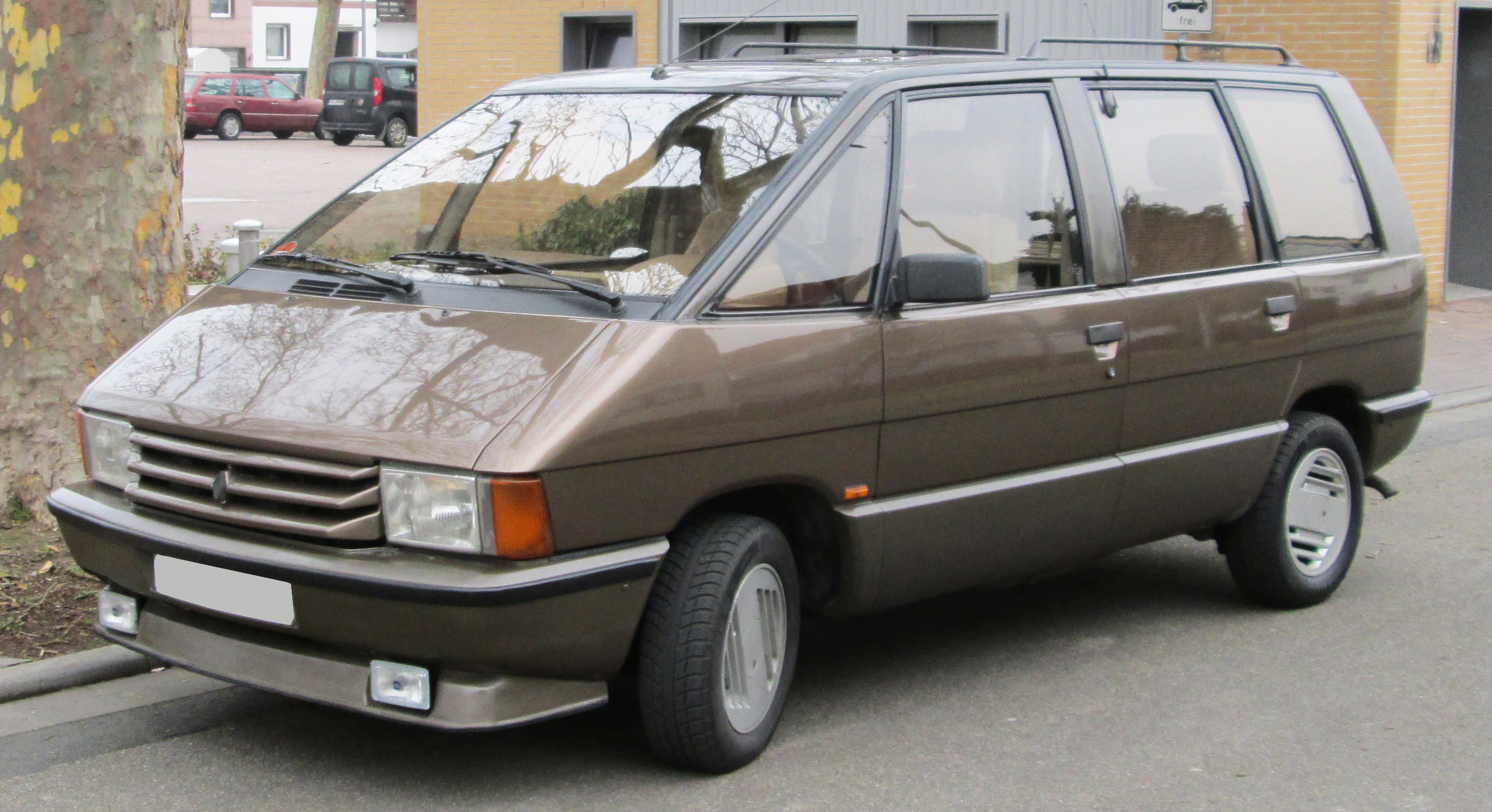
르노 에스파스(전기형) 정측면

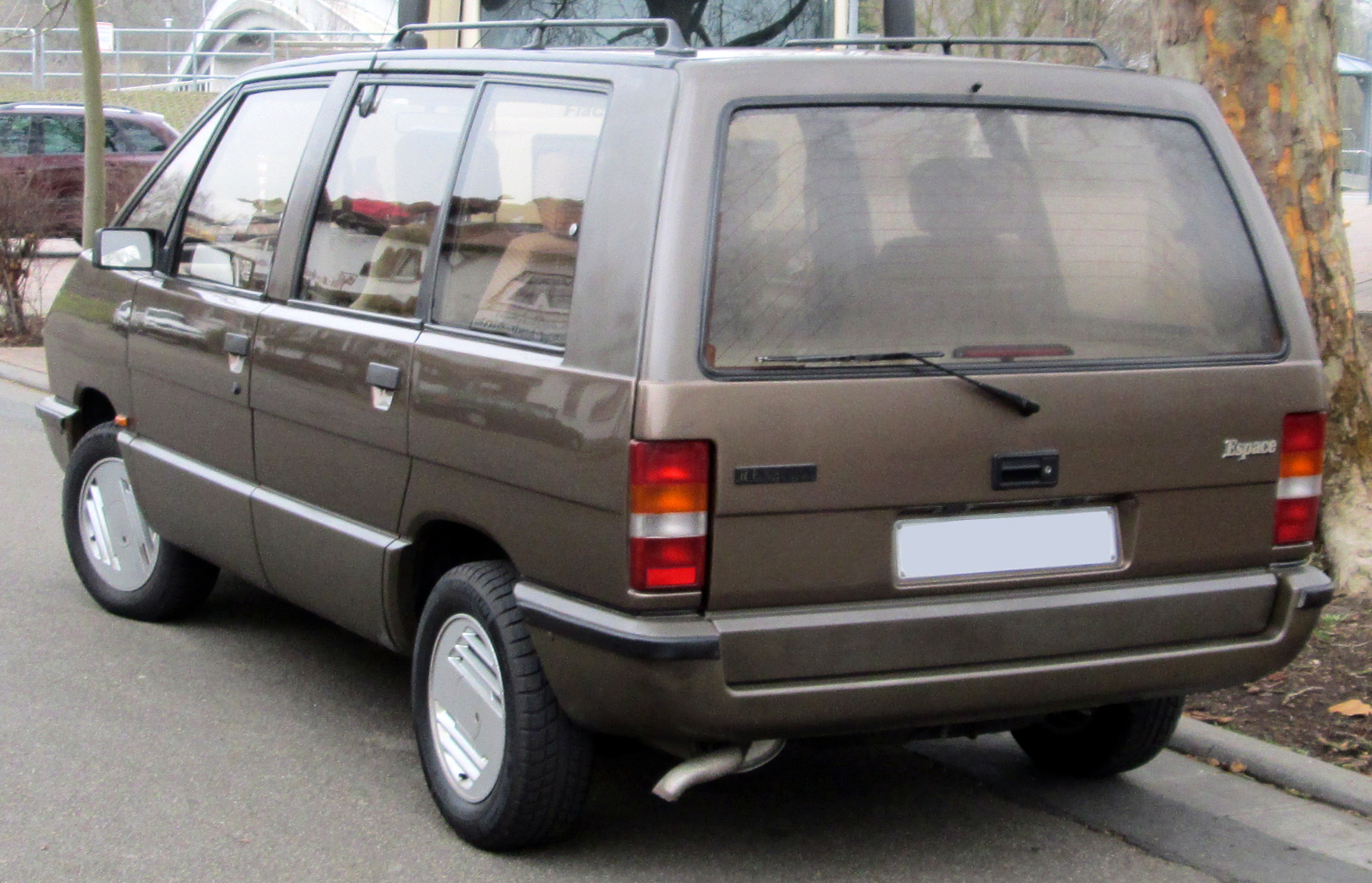
르노 에스파스(전기형) 후측면

1984년 7월에 출시되었으며, 마트라 공장에서 생산되었다. 드라이브 트레인은 18의 구성 요소를 활용했기 때문에 전륜구동 방식에 외형은 비교적 가벼운 강판을 사용하였고, 미니밴답지 않은 스포티한 드라이빙을 가능하게 했다. 엔진은 모두 직렬 4기통을 수직으로 탑재하였으며, 휘발유 사양은 2L 2 종류와 디젤 터보 2.1L가 각각 장착되었다. 1985년 8월에는 영국에서도 판매가 시작되었다. 1988년에 페이스 리프트를 거쳐 전조등과 그릴 모양이 바뀌었고, 방향지시등이 흰색에서 노란색으로 바뀌었다. 또한 4륜구동 사양인 콰드라가 추가되어 선택의 폭을 넓혔다. 본래 미국에서도 AMC를 통해 수입될 예정이었지만, AMC가 파산되면서 무산되었다.

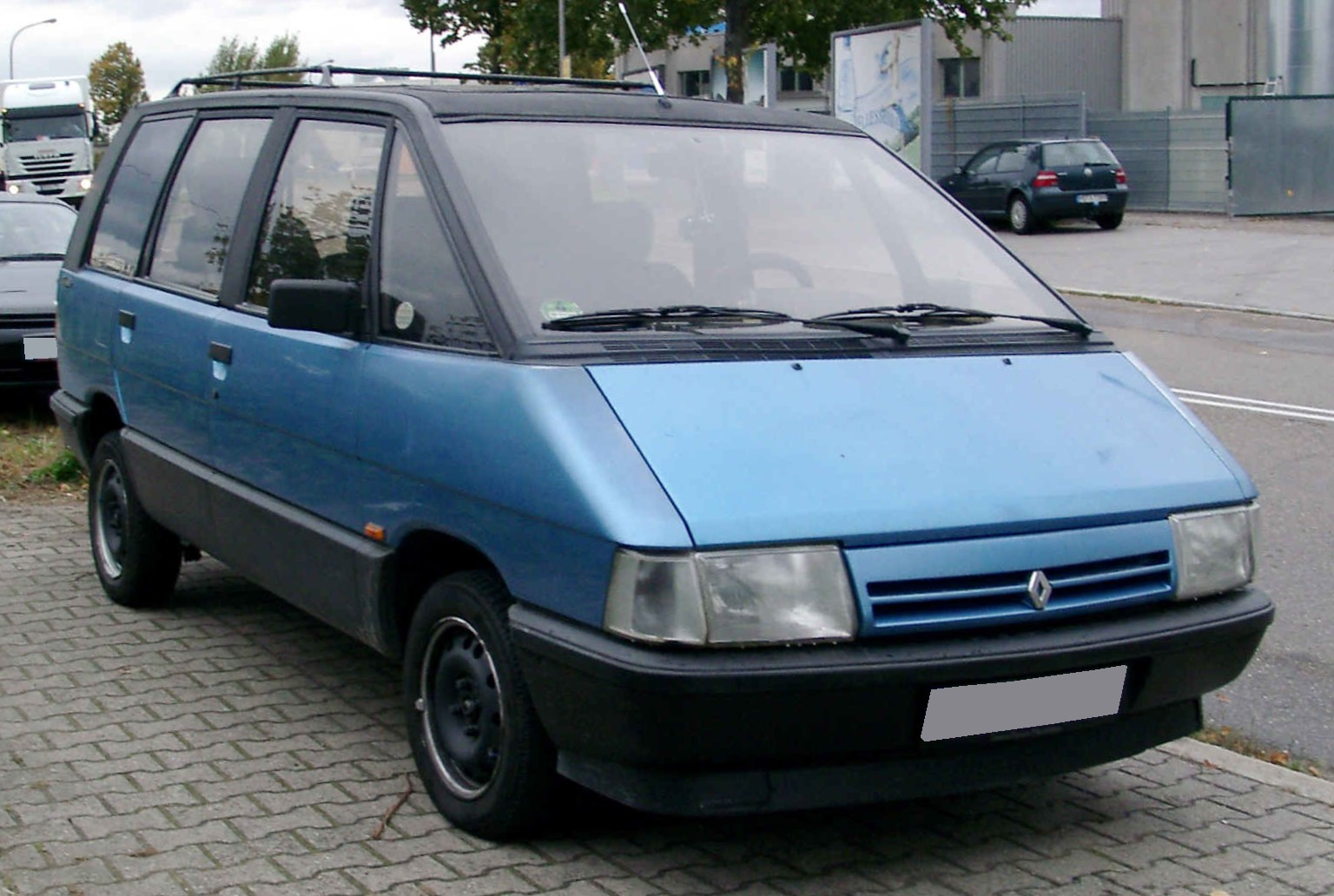
르노 에스파스(후기형) 정측면
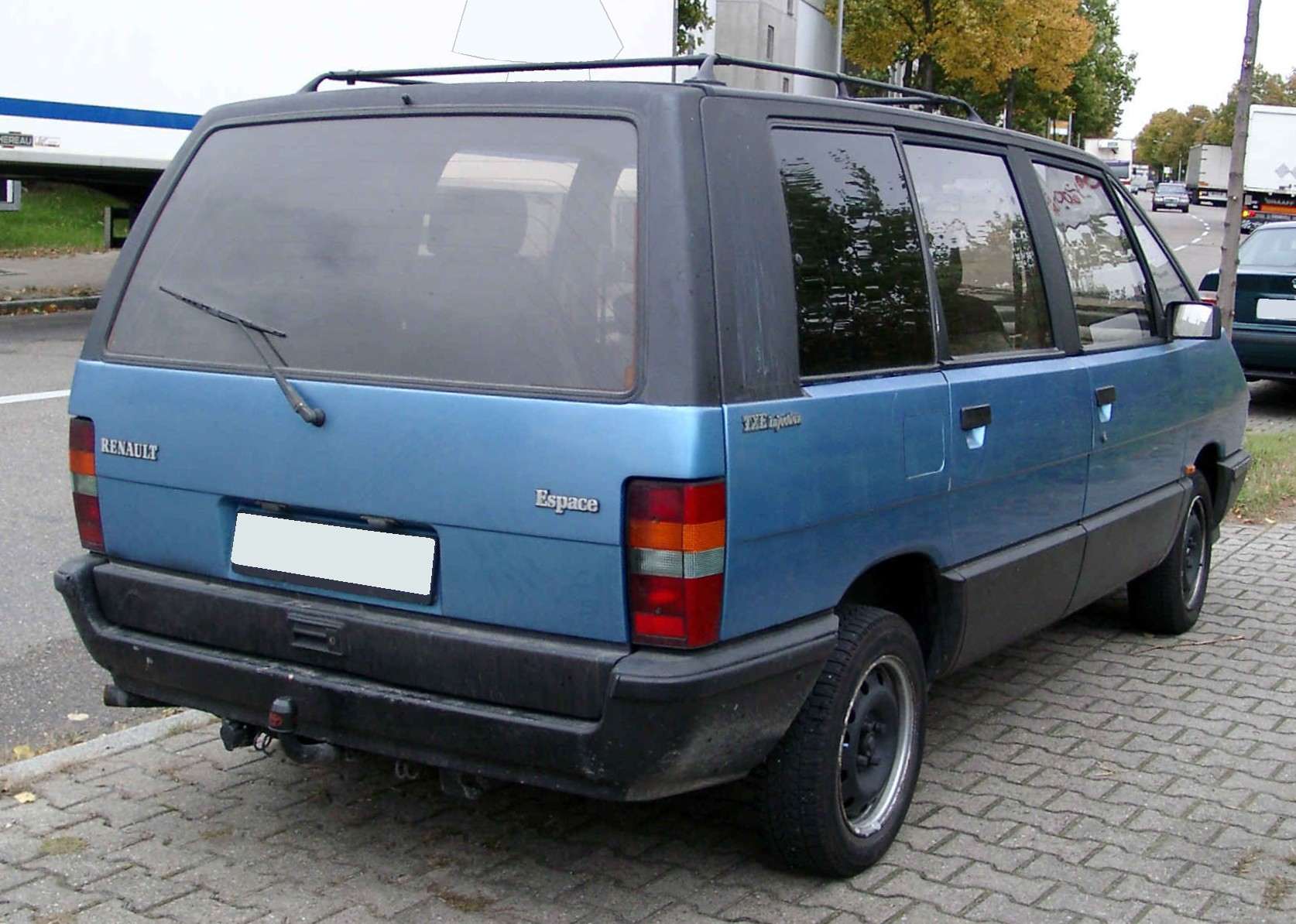
르노 에스파스(후기형) 후측면

## 2세대

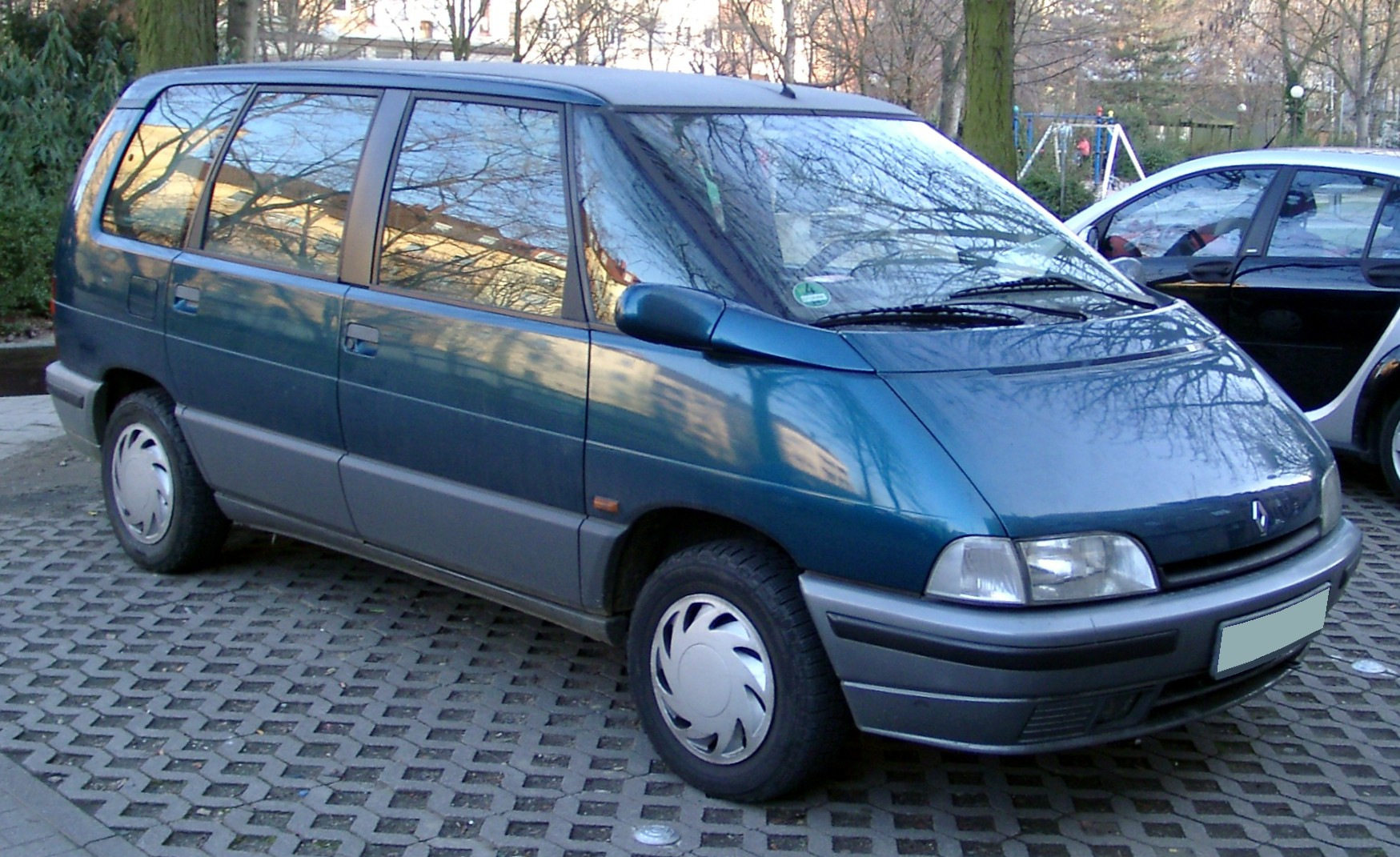
르노 에스파스 정측면

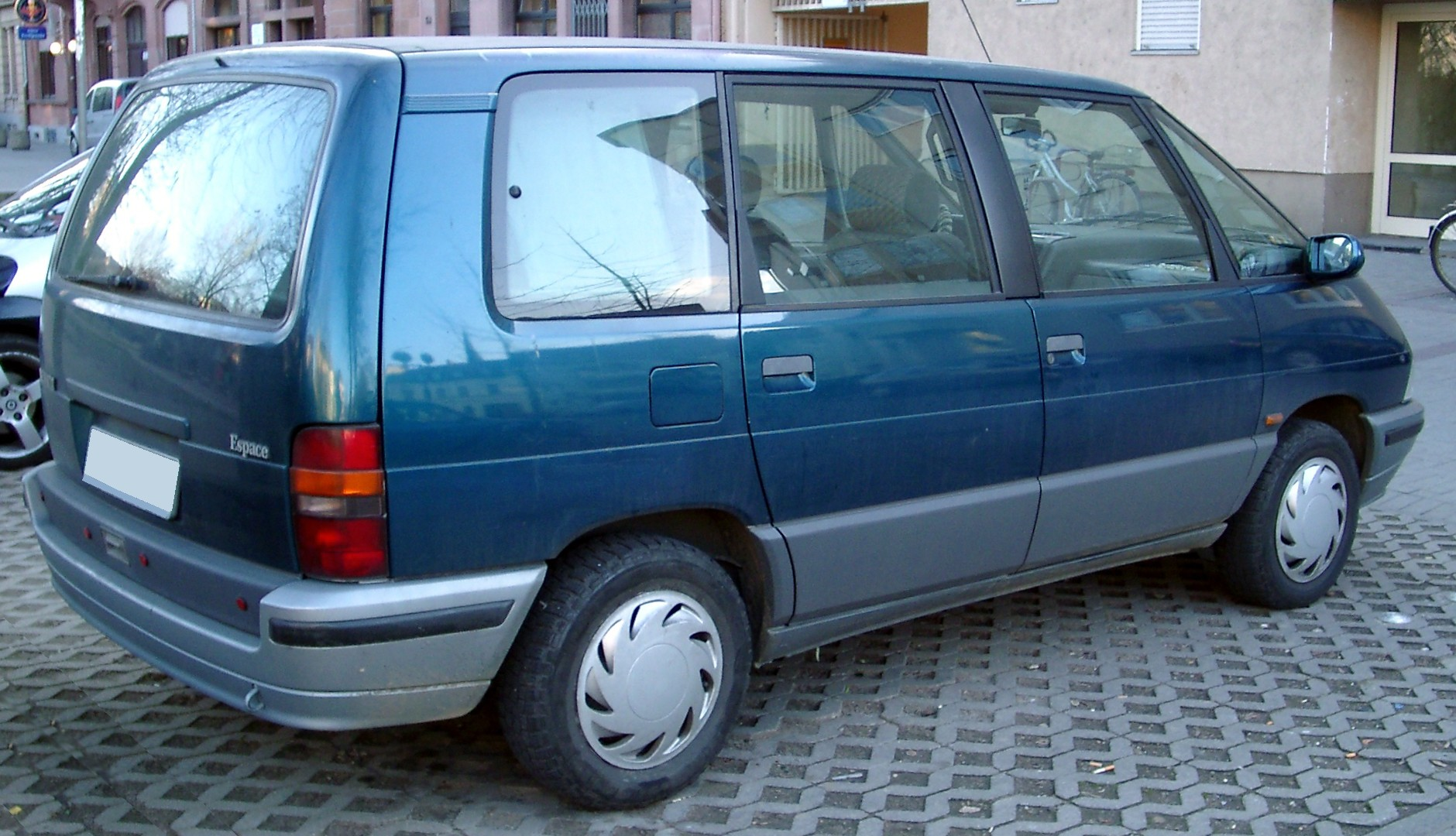
르노 에스파스 후측면

1991년에 출시되었다. 차체 일부 및 플랫폼은 1세대 후기형의 것을 계승하였으나, 1세대에 비해 전폭이 살짝 늘어났고 각진 디자인에서 곡선형 디자인으로 변화하였다. 엔진은 1세대의 것을 그대로 사용하였다. 1994년에 중화인민공화국에 있는 샤오간 시에서 현지 생산이 개시되었다. 1995년에는 이 모델을 기반으로 한 자동차 경주를 목적으로 개발된 F1이 공개되었는데, 기존 에스파스와는 달리 차체를 알루미늄이나 탄소 섬유로 제작하였다. 엔진은 윌리엄스 르노 F1에서 사용했던 V형 10기통 RS4를 사용하였다. 물론 실제로 시판되지는 않았고, 컨셉트 카 단계로 마무리되었다. 1996년 12월에 3세대가 출시된 이후에도 병행 판매되다가 1997년에 단종되었다.

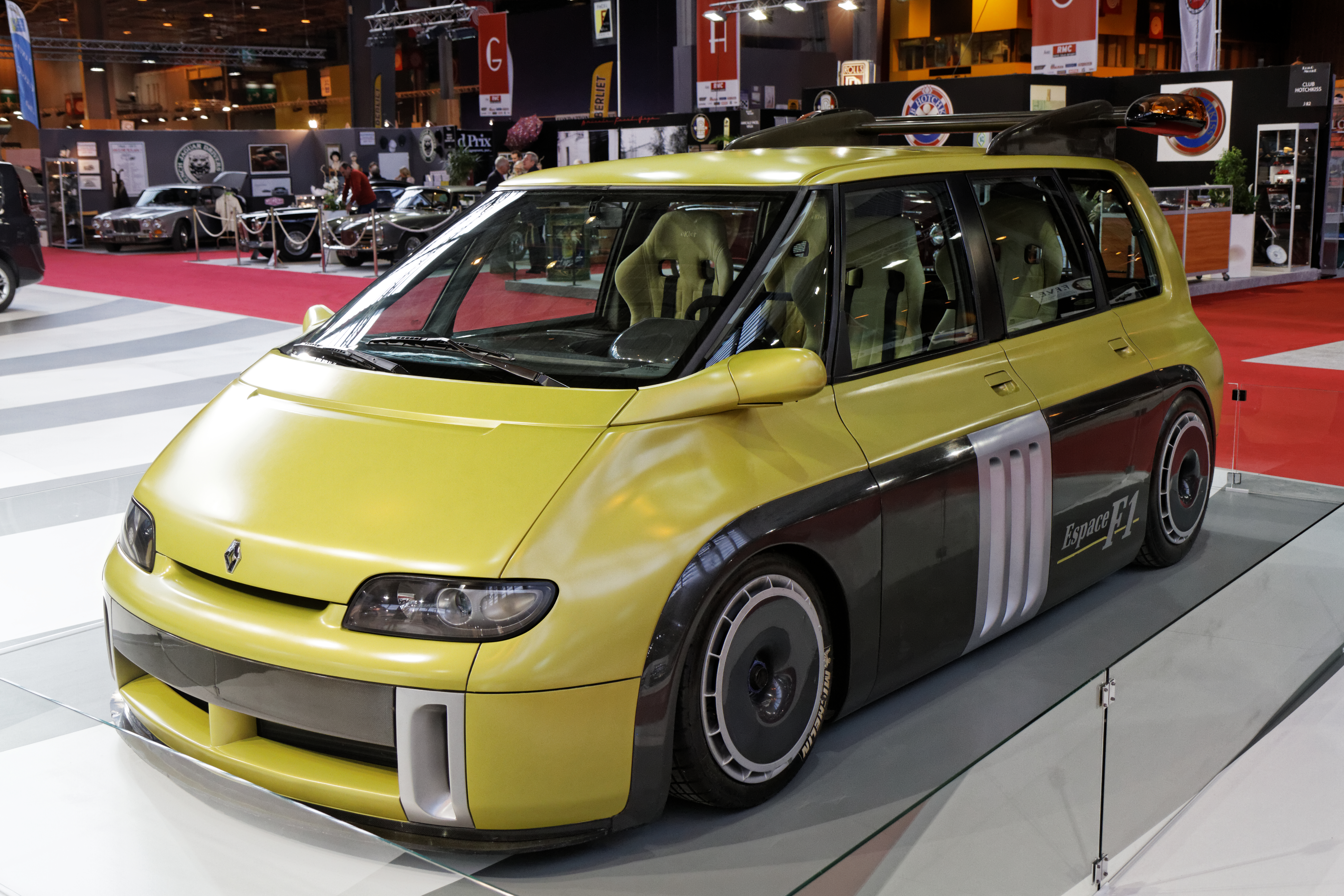
르노 에스파스 F1 정측면
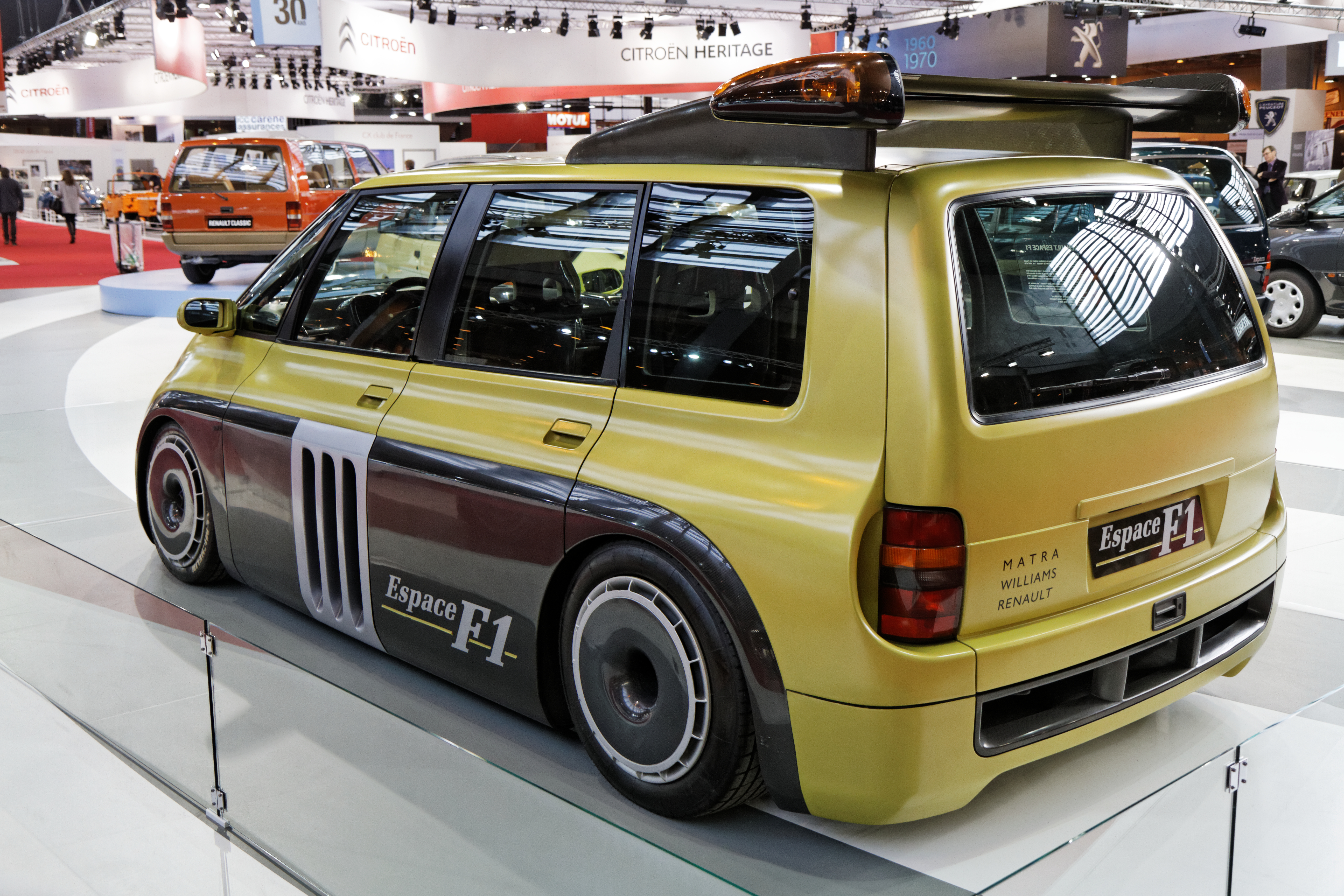
르노 에스파스 F1 후측면

## 3세대

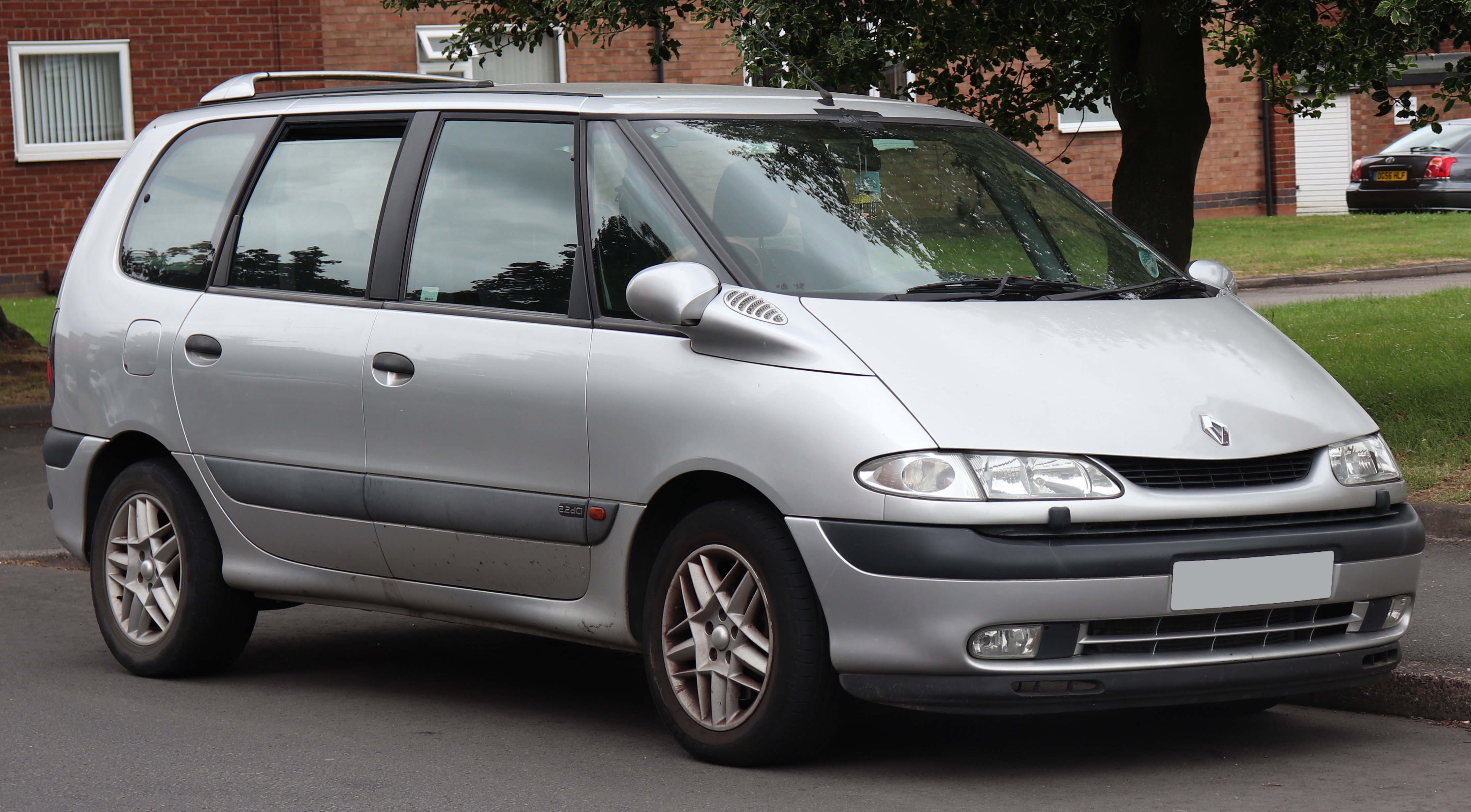
르노 에스파스 정측면

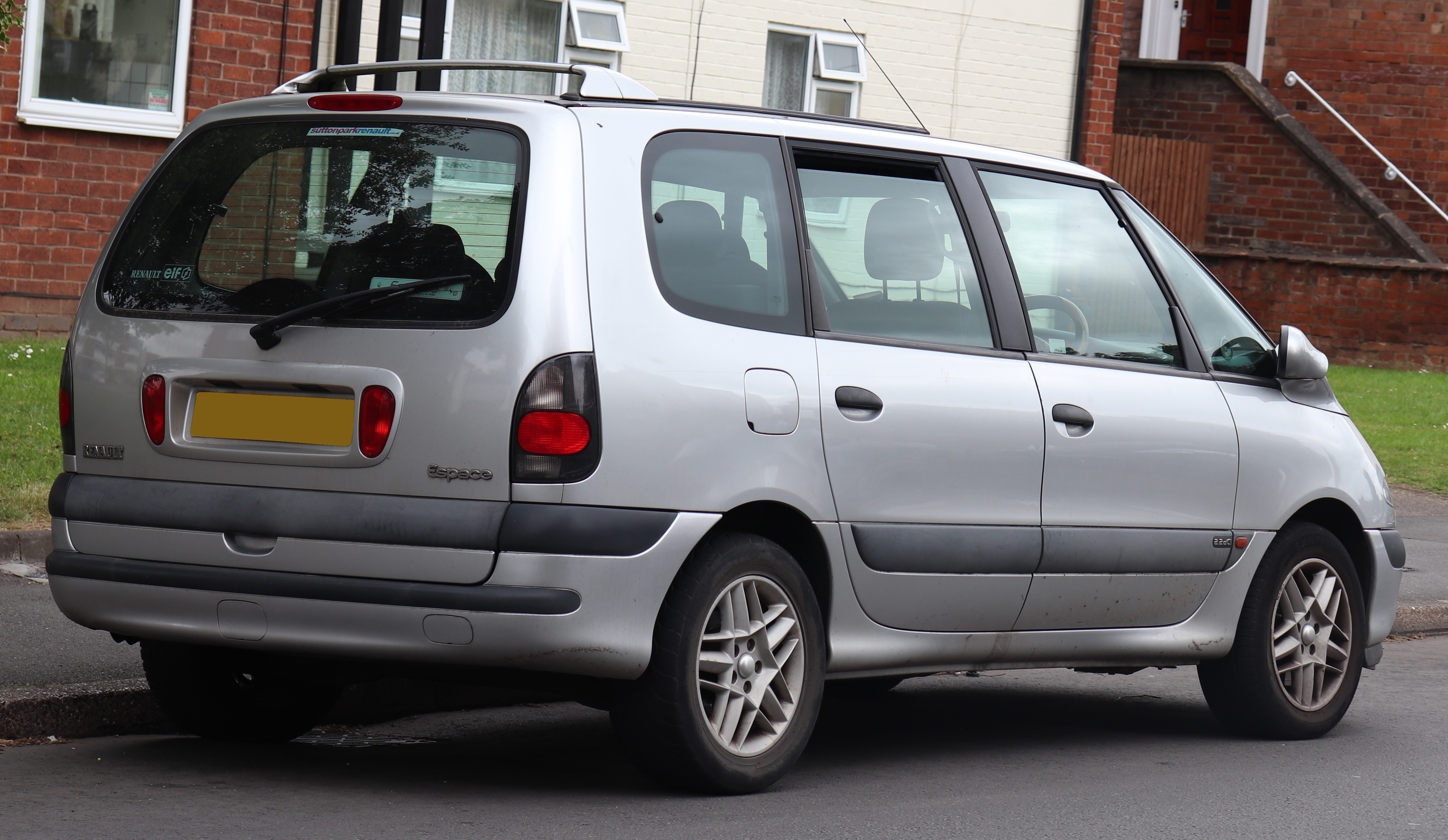
르노 에스파스 후측면

1996년 12월에 출시되었다. 2세대의 외형을 계승하였고, 엔진 라인업이 늘어났다. 2세대에 비해 본격적인 곡선형 디자인으로 탈바꿈했다. 1998년 초에 장축형인 그랜드 에스파스가 추가되었다. 2001년에 출시된 자사의 3도어 MPV인 아방타임은 이 모델을 기반으로 했다. 마트라 공장에서 생산된 마지막 에스파스이기도 하다.

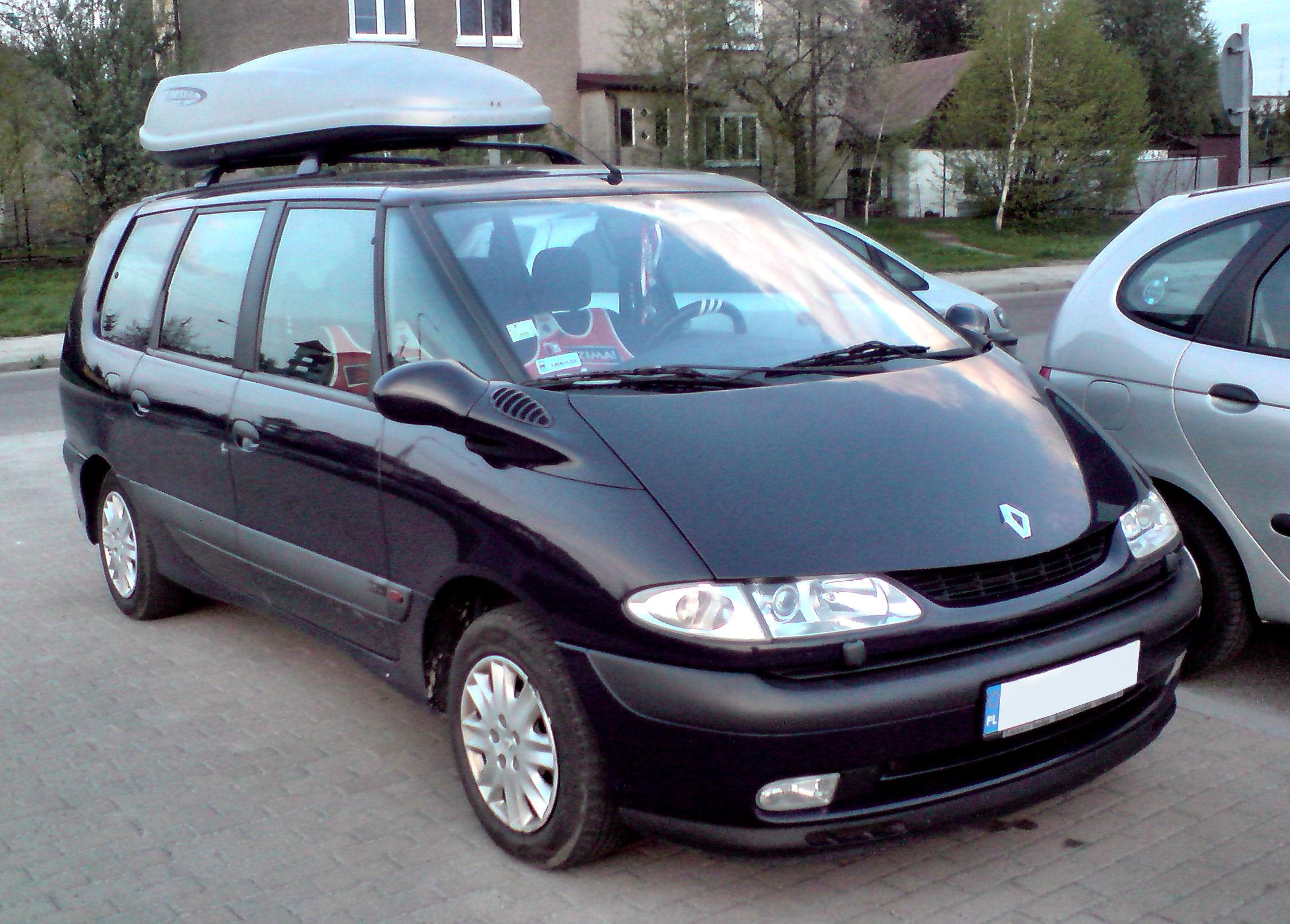
르노 그랜드 에스파스 정측면
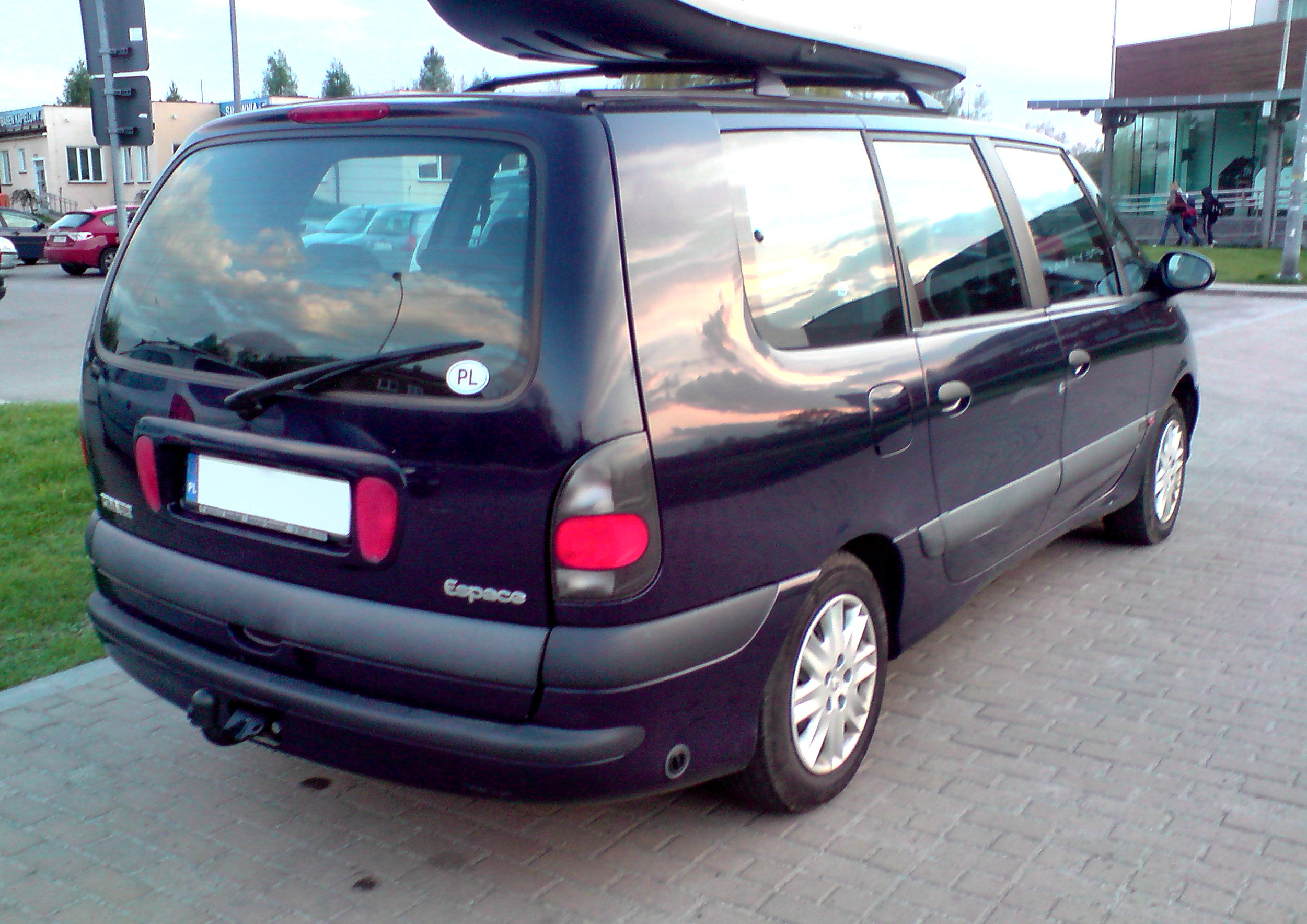
르노 그랜드 에스파스 후측면

## 4세대

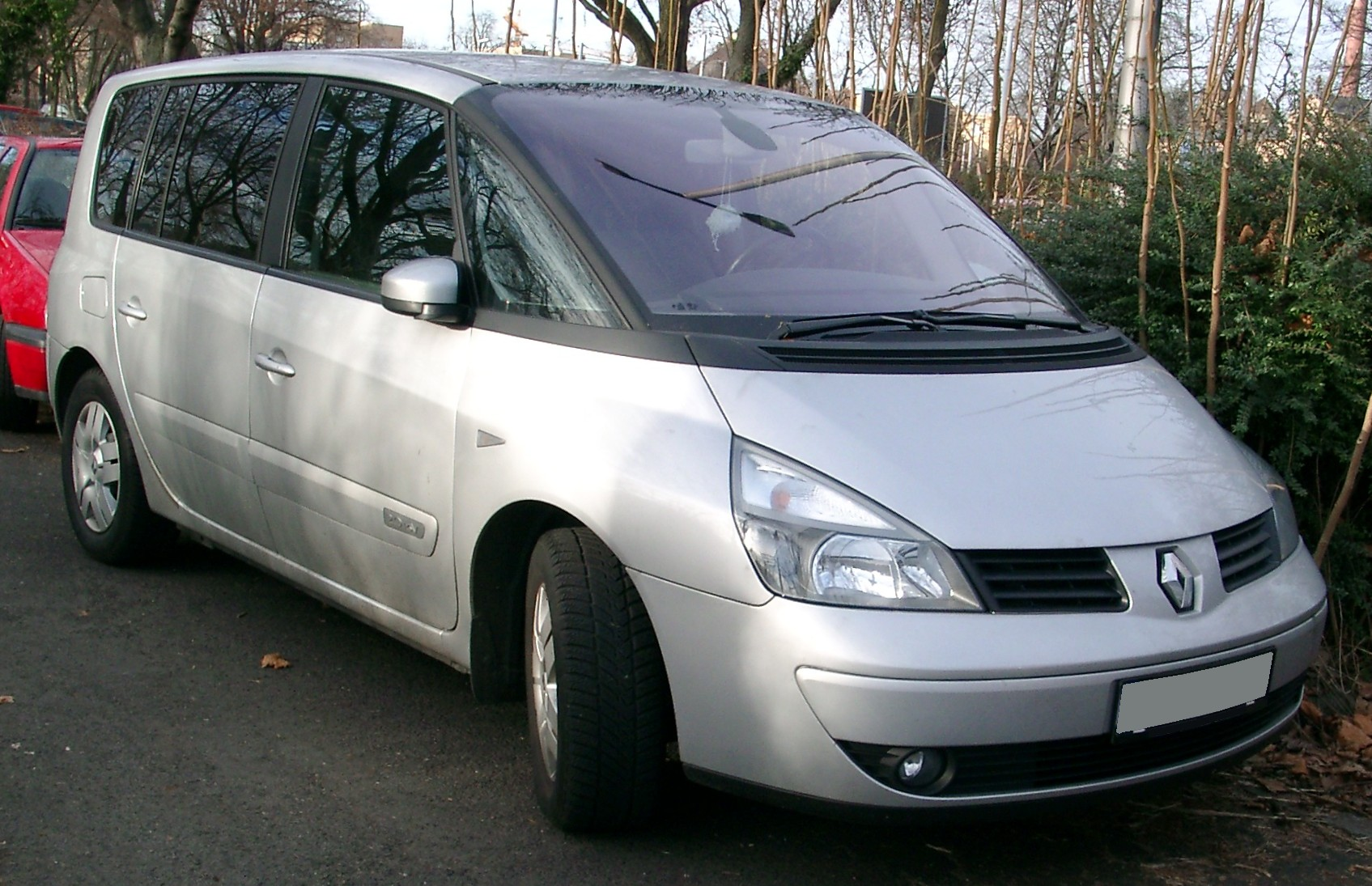
르노 에스파스(전기형) 정측면

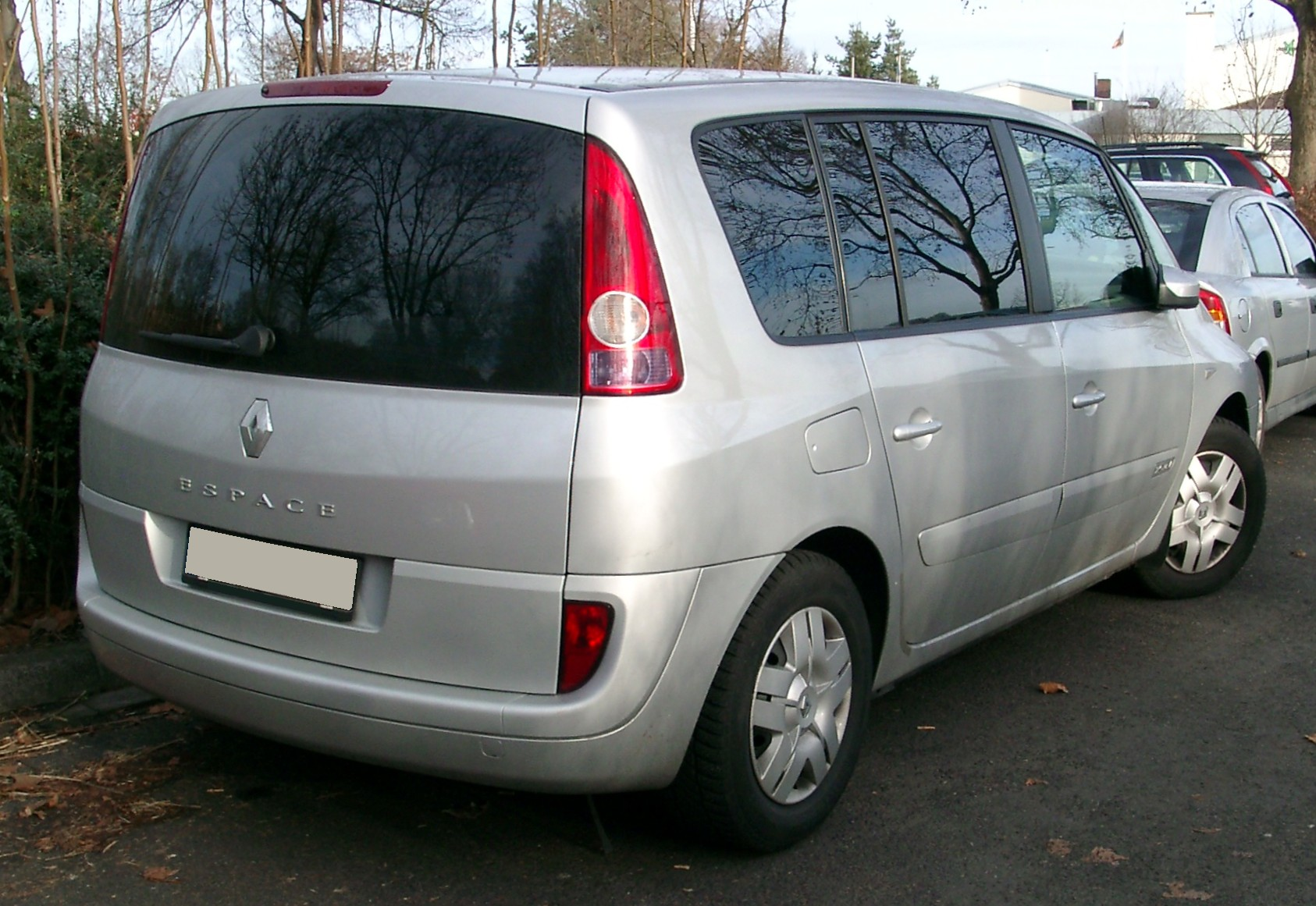
르노 에스파스(전기형) 후측면

2002년 11월에 출시되었다. 이 모델부터는 르노가 독자 개발하였다. 풀 모델 체인지를 통해 외형이 완전히 바뀌면서 넓은 실내 공간과 다양한 시트 배열을 가지면서 세계적 권위를 가진 유럽 충돌 안전 테스트인 유로 NCAP에서 최고 등급인 별 5개를 획득할 정도로 실용성과 안전성을 도모했다. 3.5L V6의 가솔린 엔진과 직렬 4 기통 1.9, 2.0, 2.2L의 디젤 엔진 등 5가지로 구성되었다. 2006년에 페이스 리프트를 통해 2.0L 가솔린과 3.0L의 dCi 디젤 엔진이 추가되었다. 2010년 10월에 마이너 체인지를 거쳐 LED 조명을 채용하는 등 외장을 일부 변경하여 장비의 충실도 도모했다. 2012년 6월 22일에 다시 한번 페이스 리프트를 거쳐 동시대의 패밀리룩을 적용하고, 새로운 배기 가스 규제에 대응하기 위해 2.0L dCi (M9R) 엔진도 채용했다. 우핸들 사양도 판매된 마지막 에스파스이기도 하다.

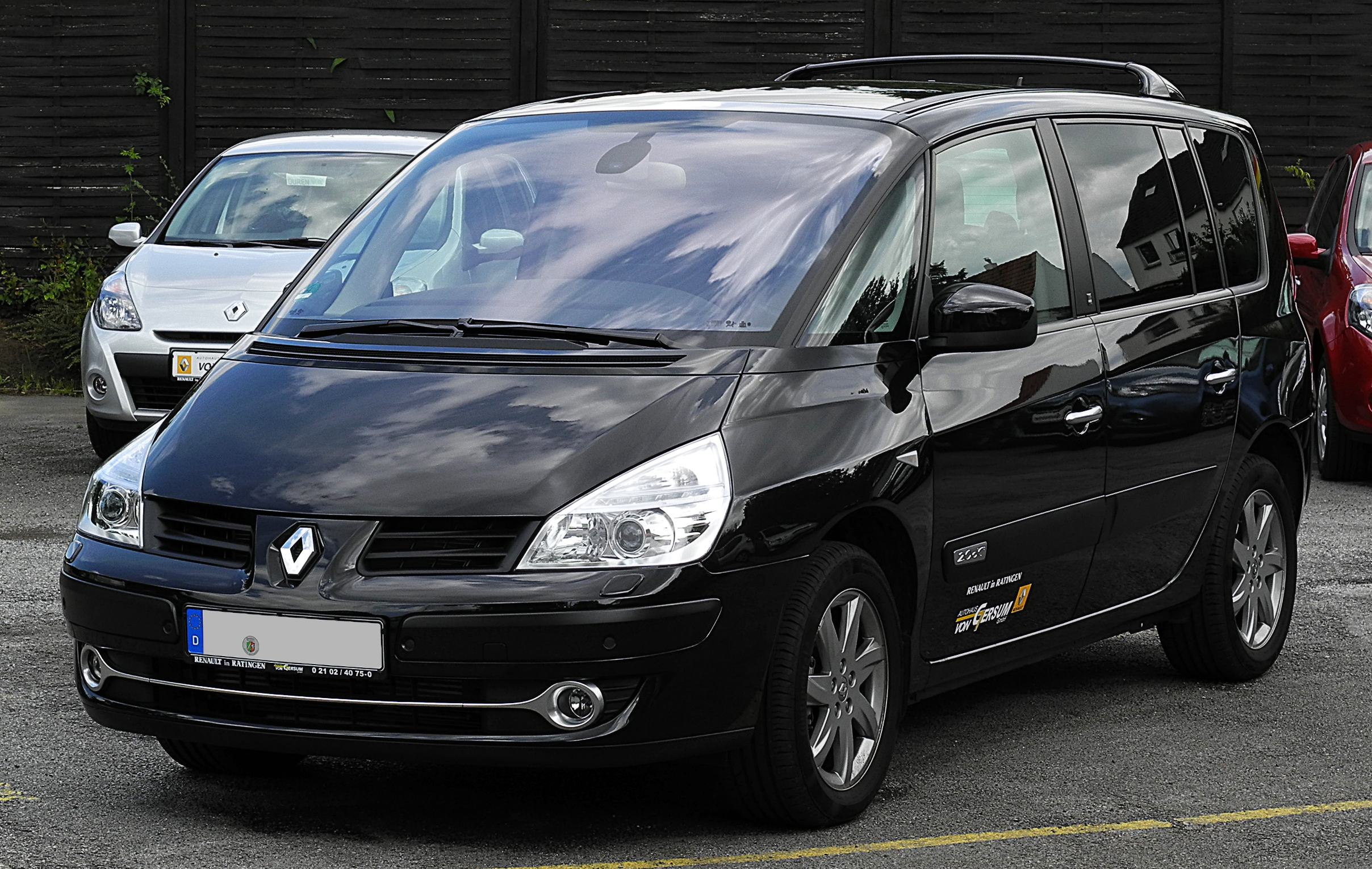
르노 에스파스(후기형) 정측면
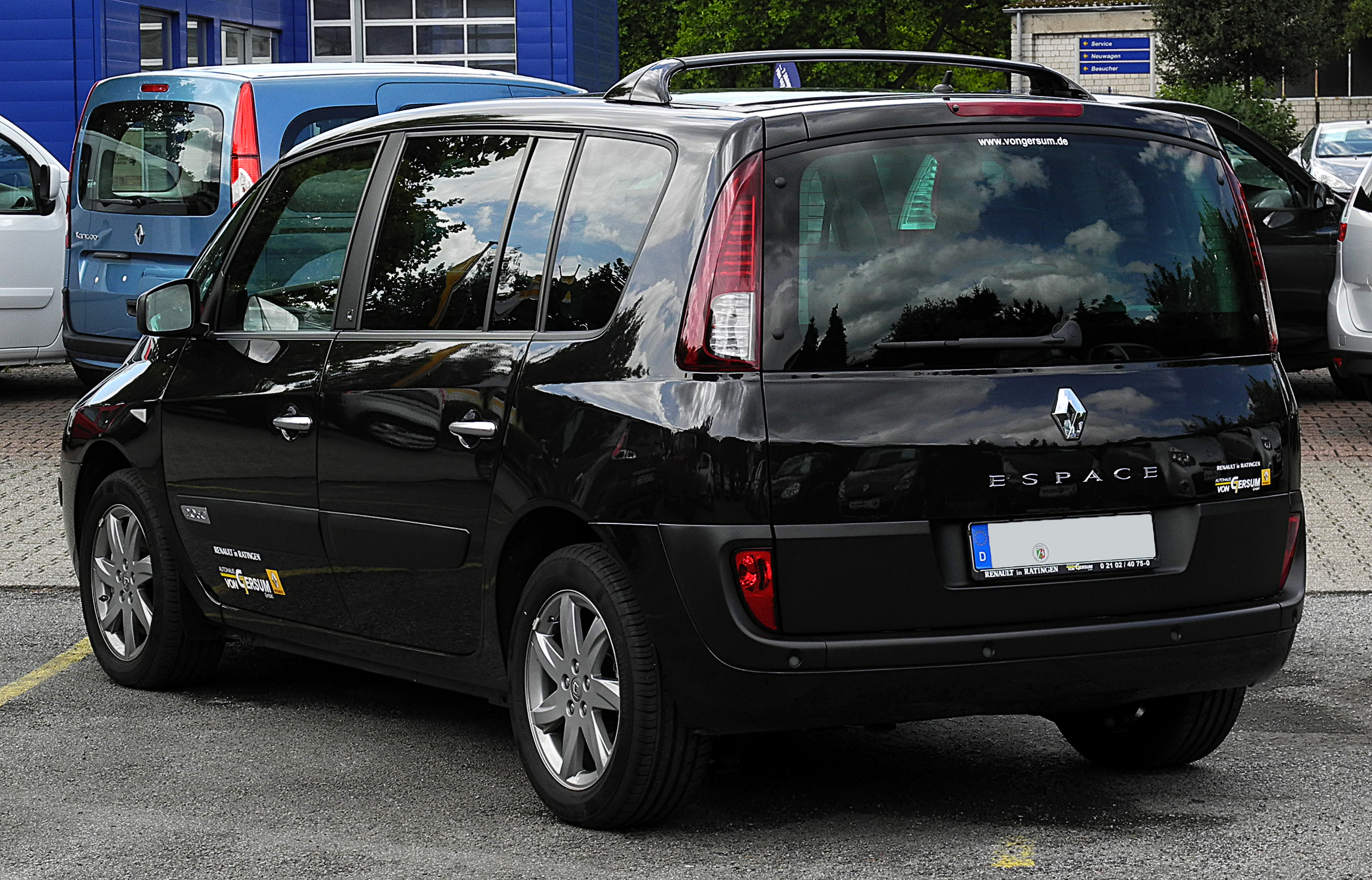
르노 에스파스(후기형) 후측면

## 5세대

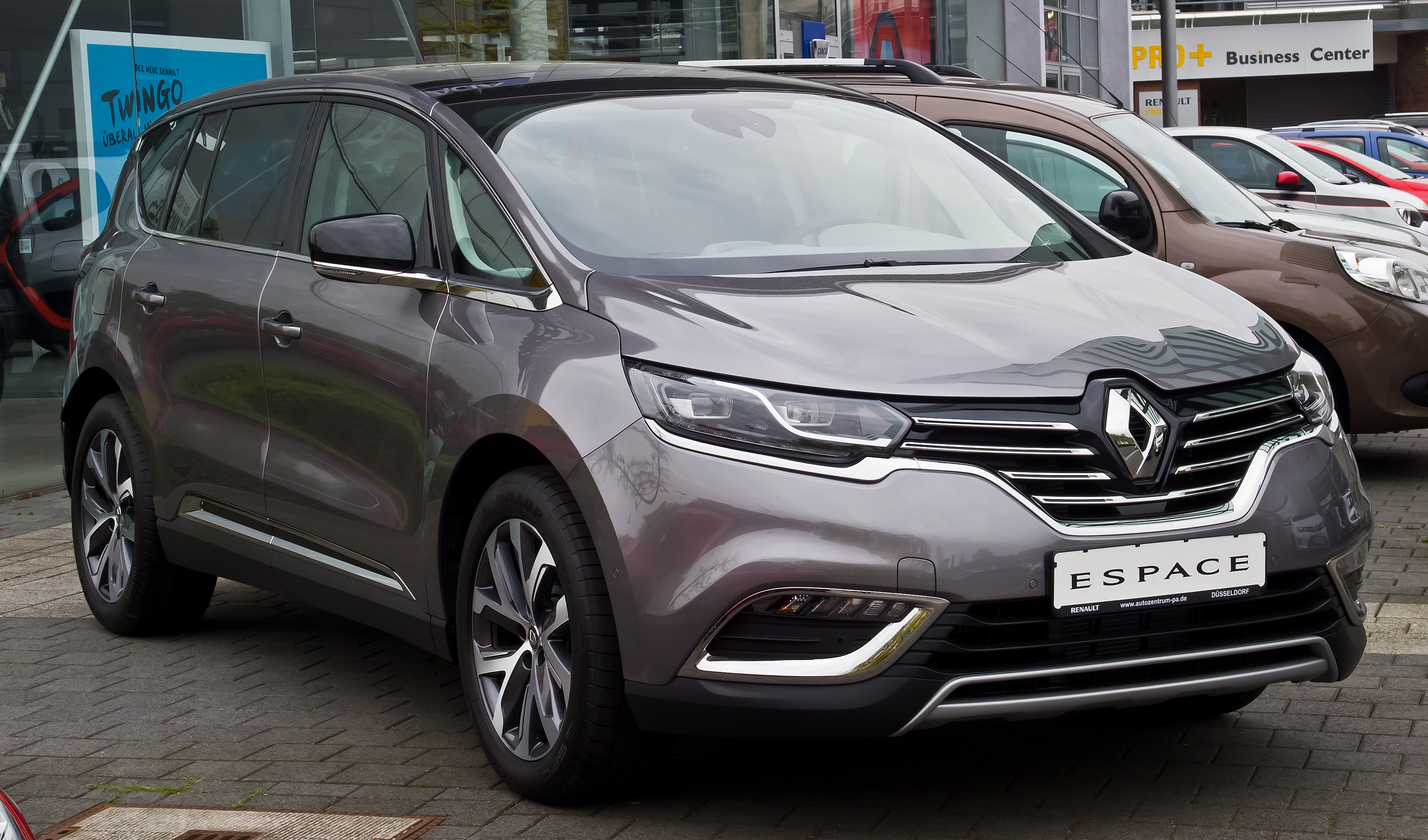
르노 에스파스 정측면

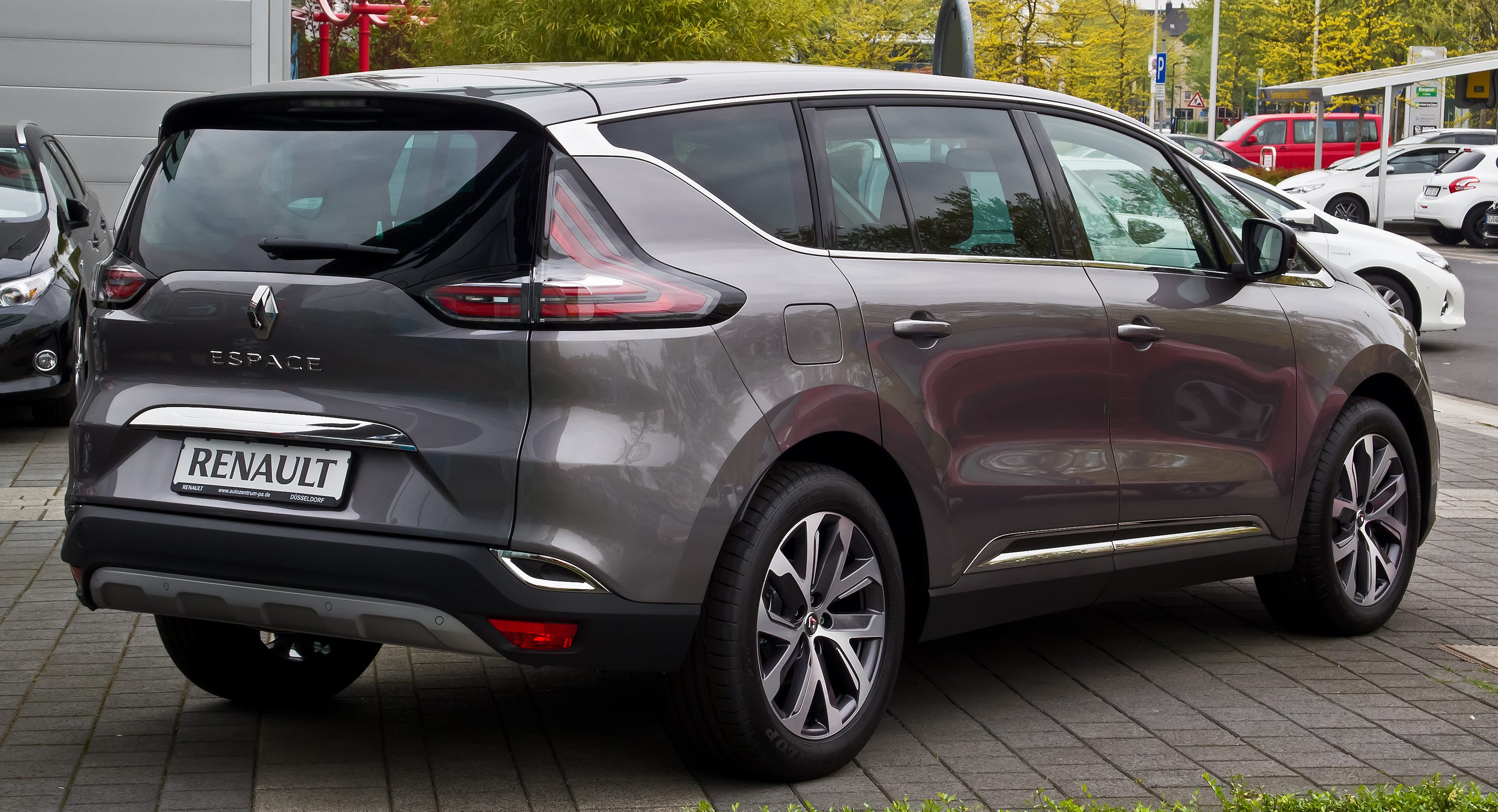
르노 에스파스 후측면

2013년 9월에 프랑크푸르트 모터쇼에서 컨셉트 카인 이니셜 파리가 공개된 후 이를 기반으로 한 양산형은 2014년 10월에 파리 모터쇼를 통해 공개되었다. 이후 2015년에 출시되었다. 르노 차 최초로 CMF 플랫폼을 활용하였고, 기존의 전통적인 미니밴이 아닌 크로스오버 형식으로 만들어졌다. 5세대부터는 좌핸들 사양만 개발되어 영국과 일본을 비롯한 우핸들 시장에는 판매되지 않는다. 대한민국에서는 같은 해 서울 모터쇼를 통해 전시되었다. 본래 2016년에 출시가 예정되었지만, 르노삼성 SM6와 QM6의 판매를 집중하기 위해 2년 연기되었다. 그러나 이후 기아 카니발의 판매 간섭 문제 때문에 수입이 무산되었다. 2019년에 부분 변경을 거쳤으며, 2023년 3월에 단종되었다.

## 6세대
2023년 봄에 공개됐으며, 기존의 미니밴 스타일을 타파하고 SUV로 완전히 변모하게 된다. 준중형 SUV인 오스트랄과 상당수의 부분을 공유하게 되며, 승차정원은 5인승과 7인승으로 나뉘어지고 하이브리드 파워트레인을 적용할 예정이다. 생산은 르노가 프랑스 내 공장을 전기차 생산기지로 전환함에 따라 스페인 현지공장으로 빠지게 되었다. 
2025년 봄에 페이스리프트되었다.

## 같이 보기
- 르노 모듀스